# ماکاروو (سرزمین آلتای)
ماکاروو (به لاتین: Makarovo) یک منطقهٔ مسکونی در روسیه است که در سرزمین آلتای واقع شده‌است.